# Monnina ramosissima
Monnina ramosissima är en jungfrulinsväxtart som beskrevs av Arech.. Monnina ramosissima ingår i släktet Monnina och familjen jungfrulinsväxter. Inga underarter finns listade i Catalogue of Life.